# Suzanne Gieses Mindelegat
Suzanne Gieses mindelegat blev stiftet i 2013 af de efterladte efter forfatter og feminist Suzanne Giese (1946-2012).
Det er et hæderslegat på 25.000 kr., der er tænkt som et skulderklap til yngre personer, som fortsætter Suzanne Gieses 40 årige kamp for ligestilling mellem kønnene.
Legatet uddeles en gang om året, og komiteen bag tæller bl.a. leder af partiet Alternativet,  Uffe Elbæk, filminstruktør Lotte Svendsen og debattør Khaterah Parwani. Suzanne Gieses datter, journalist Ditte Giese er forperson. 
Komiteen bag mindelegatet meldte i efteråret 2020 ud, at de ikke vil uddele legatet mere.

## Prismodtagere
- 2019 Sort Samvittighed
- 2018 Ikke uddelt
- 2017 Danmarks Kvindefodboldlandshold [2]
- 2016 Sanger og sangskriver Karina Willumsen [3]
- 2015 Debattør Khaterah Parwani [4]
- 2014 Everyday Sexism Project Danmark [5]
- 2013 Komiker og forfatter Sanne Søndergaard [6]